# Sándor Petőfi
Sándor Petőfi ([ˈʃaːndor ˈpɛtøːfi], ur. 1 stycznia 1823 w Kiskőrös, zm. prawdopodobnie 31 lipca 1849 w Segesvárze, dzisiejsza Sighișoara) – poeta węgierski, ideowy przywódca młodzieży budapeszteńskiej, uczestnik powstania węgierskiego.

## Młodość

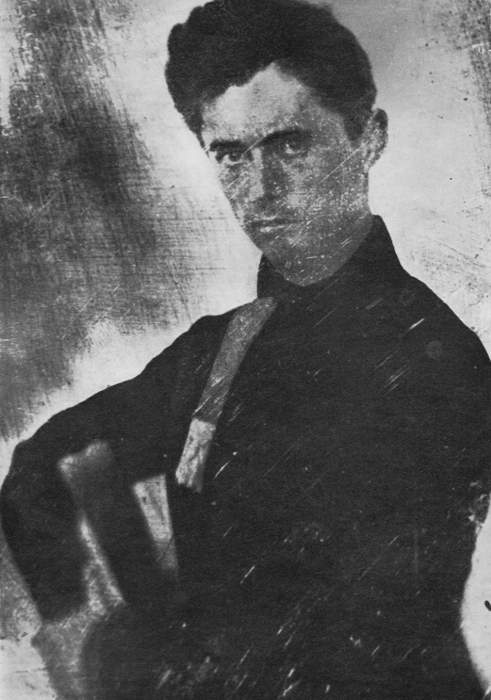
Sándor Petőfi (dagerotyp)

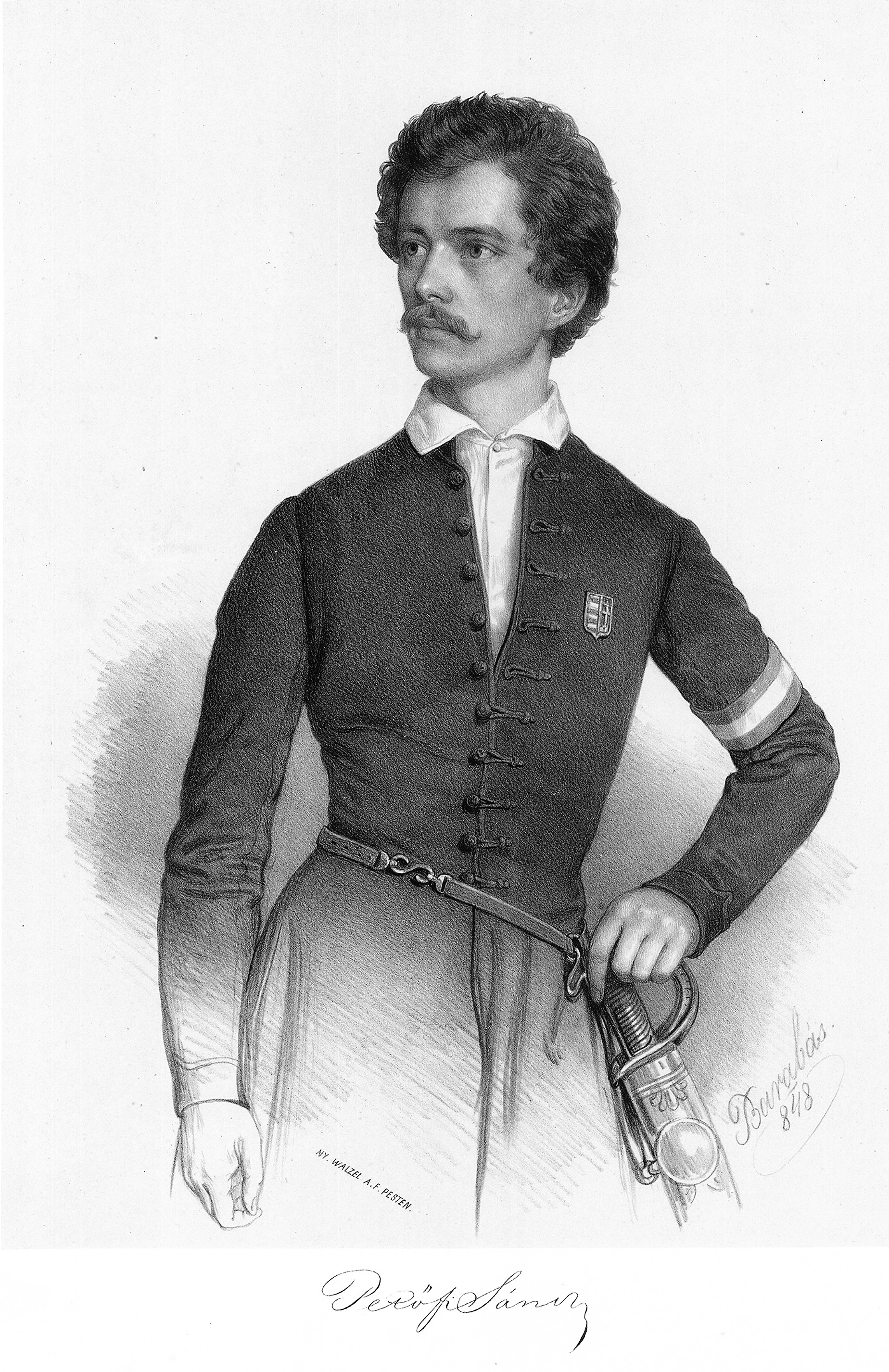
Sándor Petőfi (litografia Miklósa Barabása)

Urodził się jako Alexander Petrovics. Jego ojcem był Stephanus Petrovics (węg. István Petrovics), którego ojczystym językiem był węgierski, chociaż był on serbskim uchodźcą. Matka, Mária Hruz, była Słowaczką. Mimo to młody Petőfi miał silną świadomość przynależności do narodu węgierskiego. Ojciec próbował zapewnić mu jak najlepszą edukację, ale kiedy Sándor miał 15 lat, rodzina straciła majątek podczas powodzi wywołanej przez wylanie Dunaju w 1838. Sándor musiał opuścić szkołę średnią i wykonywał różne prace dla peszteńskich teatrów, był nauczycielem, a następnie żołnierzem. Został jednak zwolniony z wojska ze względu na zły stan zdrowia. Wreszcie wstąpił do kolegium w mieście Pápa. Tam po raz pierwszy spotkał węgierskiego pisarza Móra Jókaia. Po roku, w 1842, wydał pierwszy swój wiersz A borozó („Bar”) pod nazwiskiem Sándor Petrovics. W listopadzie tego samego roku opublikował ten wiersz pod nazwiskiem „Petőfi”.
W poszukiwaniu środków do życia trafił do Pesztu, gdzie opublikowano jego utwory, które wkrótce przyniosły mu sławę. Stanął na czele młodych radykałów, którzy określali się Młodymi Węgrami. Domagali się oni niepodległości dla Węgier. Odegrali znaczącą rolę w czasie Wiosny Ludów na Węgrzech.
W 1847 ożenił się z Julią Szendrey.

## Powstanie węgierskie
15 marca 1848 Petőfi i jego zwolennicy opublikowali manifest, w którym domagali się przede wszystkim zniesienia cenzury, powołania niezależnego rządu węgierskiego, równości wobec prawa dla wszystkich obywateli, likwidacji pańszczyzny. Stało się to początkiem powstania węgierskiego. Petőfi zaangażował się w nie zarówno jako poeta, jak i żołnierz. Jego pieśń „Powstań, Węgrze, Ojczyzna Cię woła!” rozbudzała ducha patriotycznego wśród Węgrów. On sam zginął jako adiutant generała Józefa Bema w bitwie pod Segesvárem.
W 1948 jego wizerunek i nazwisko znalazły się na medalu nadawanym z okazji stulecia powstania przez komunistyczne władze Republiki Węgierskiej nazwanym Medal Honorowy 48-ego (węg. 48-as Diszérem). Otrzymywały go wyłącznie osoby pracujące w policji lub siłach zbrojnych, za osiągnięcie znaczących wyników w tzw. „świadomości demokratycznej”.

## Twórczość
Sándor Petőfi był pierwszym po Ianusie Pannoniusie poetą węgierskim o randze europejskiej, najwybitniejszym przedstawicielem węgierskiej poezji romantycznej, w nowatorski sposób podejmującym tradycję i wzory twórczości ludowej.
Jest autorem wierszy zawierających wezwania do walki o przemiany społeczne i niepodległość (m.in.: W imieniu ludu, Pieśń narodowa, Pieśń bojowa), a także liryki miłosnej i krajobrazowej, poematów i powieści:
- Wojak Janosz (inny tytuł Janosz Witeź[1]) (1844, wyd. pol. 1869),
- Apostoł (1846, wyd. pol. 1921),
- Stryczek kata (inny tytuł Oko za oko, ząb za ząb) (1846, wyd. pol. 1884);

Zbiory:
- Wybór poezyj (Wydawnictwo Dzieł Tanich Wiślickiego Adama, 1880)
- Poezje wybrane (Towarzystwo Polsko-Węgierskie, 1930),
- Wybór poezji (Czytelnik, 1951),
- Poezje (PIW, 1971),
- Poezje wybrane (Ludowa Spółdzielnia Wydawnicza, 1973).

## Pomniki

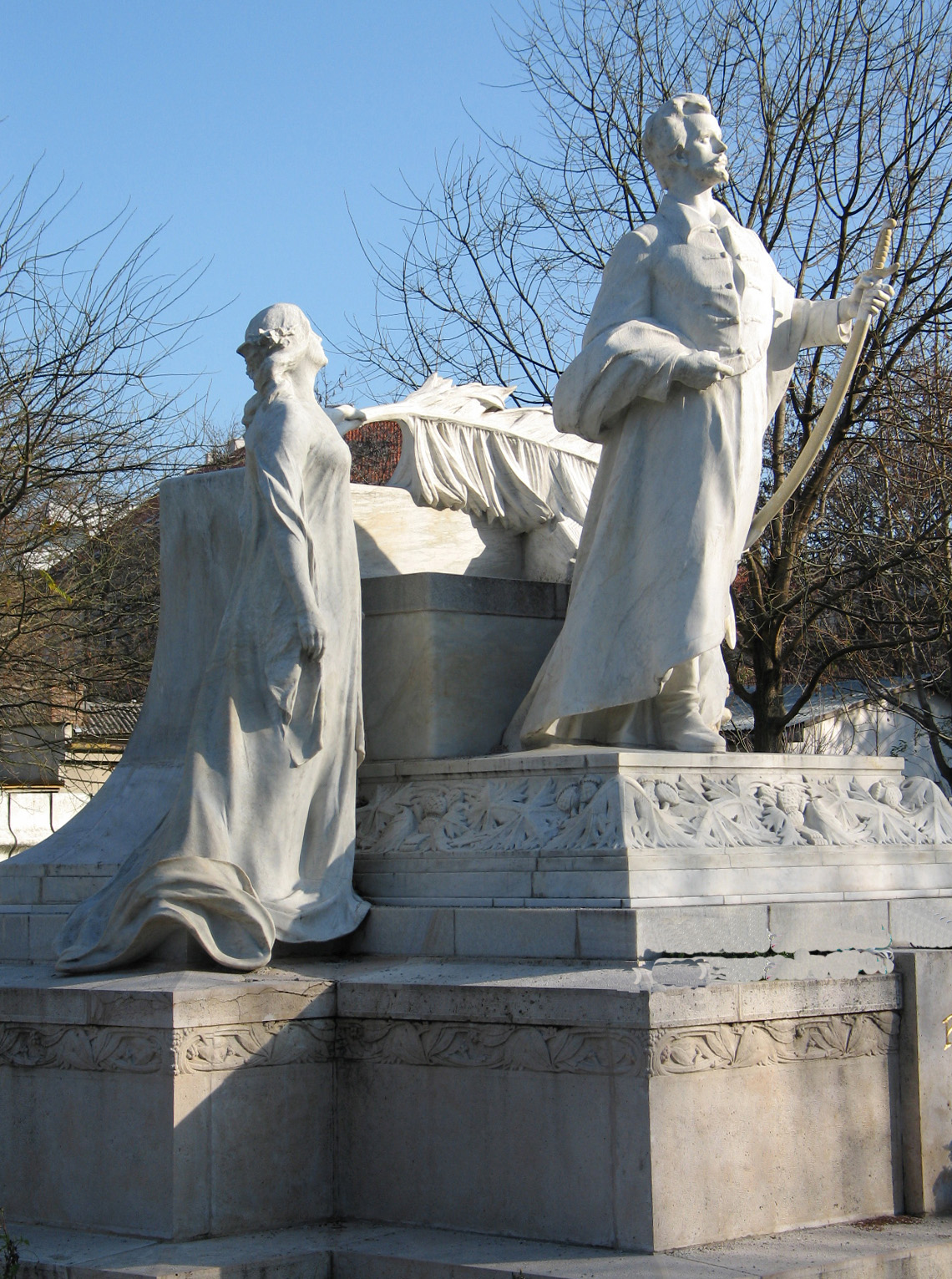
Bratysława
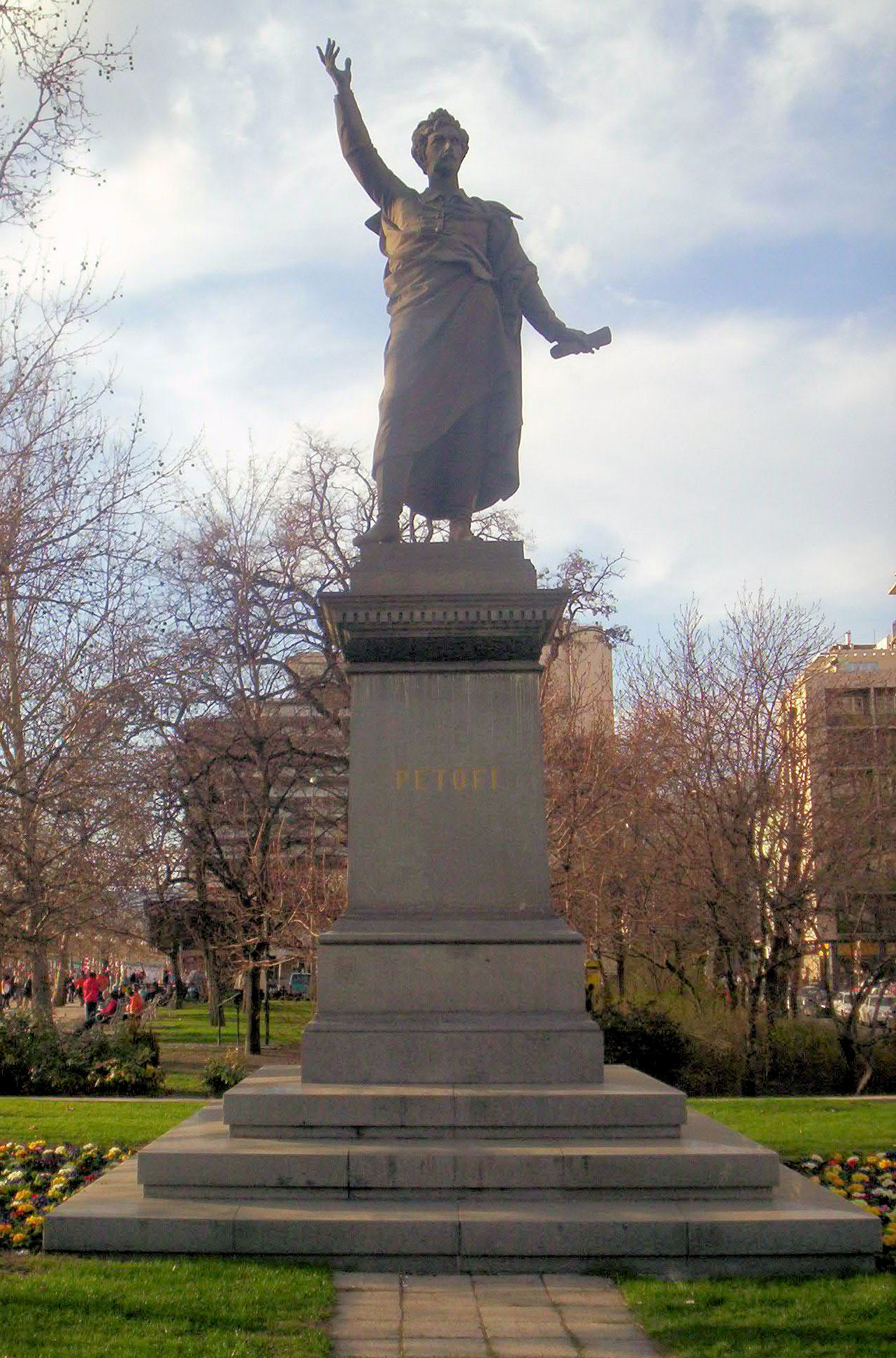
Budapeszt
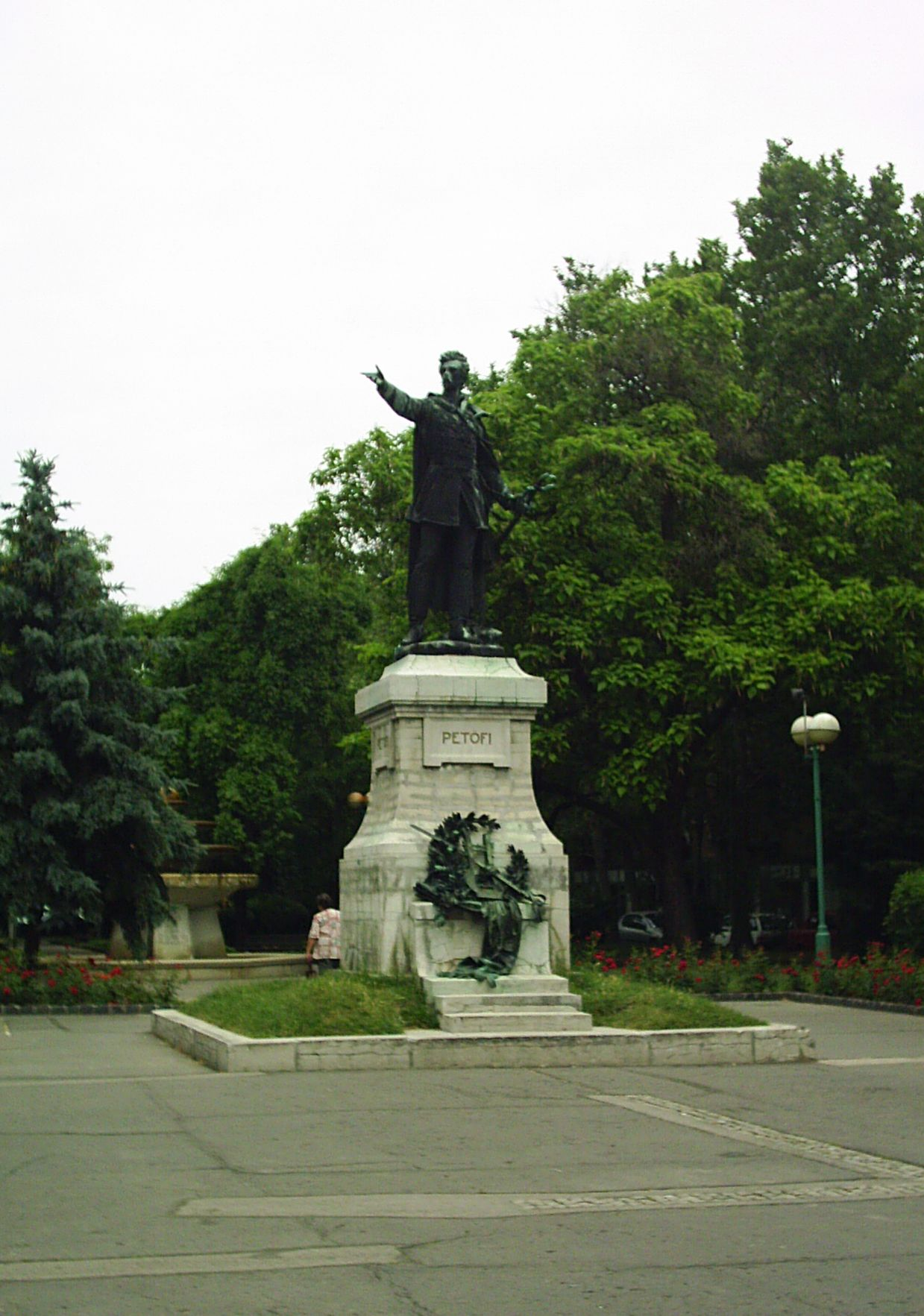
Kiskunfélegyháza
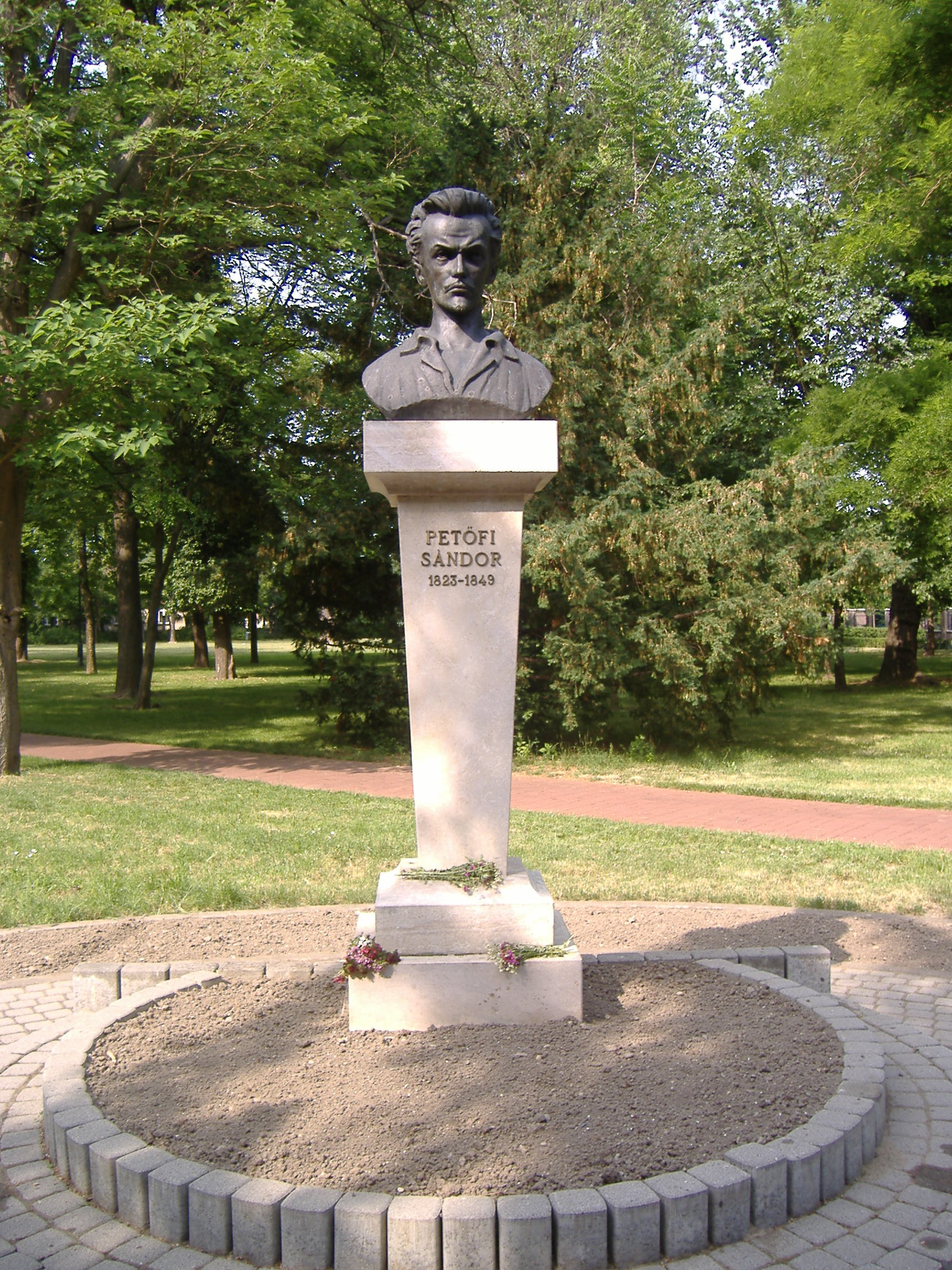
Makó
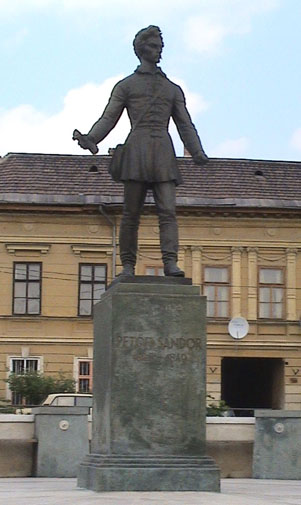
Miszkolc
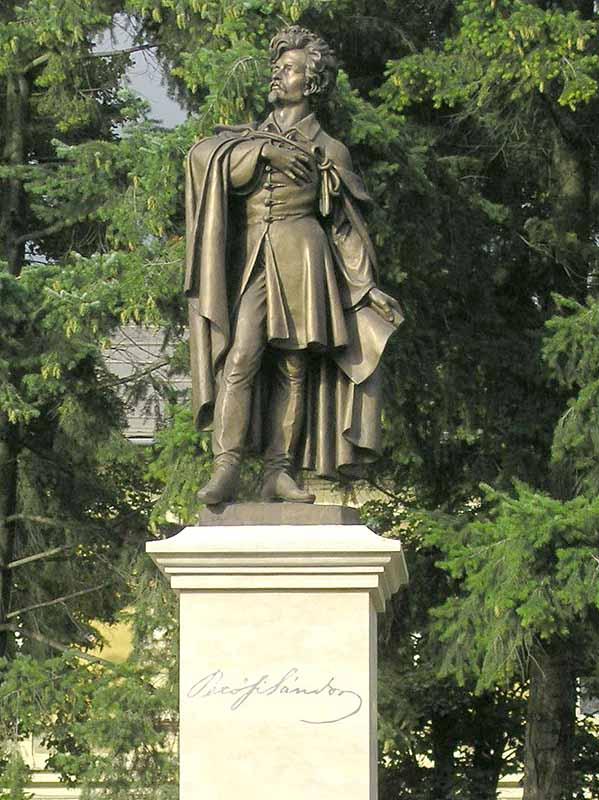
Rymawska Sobota
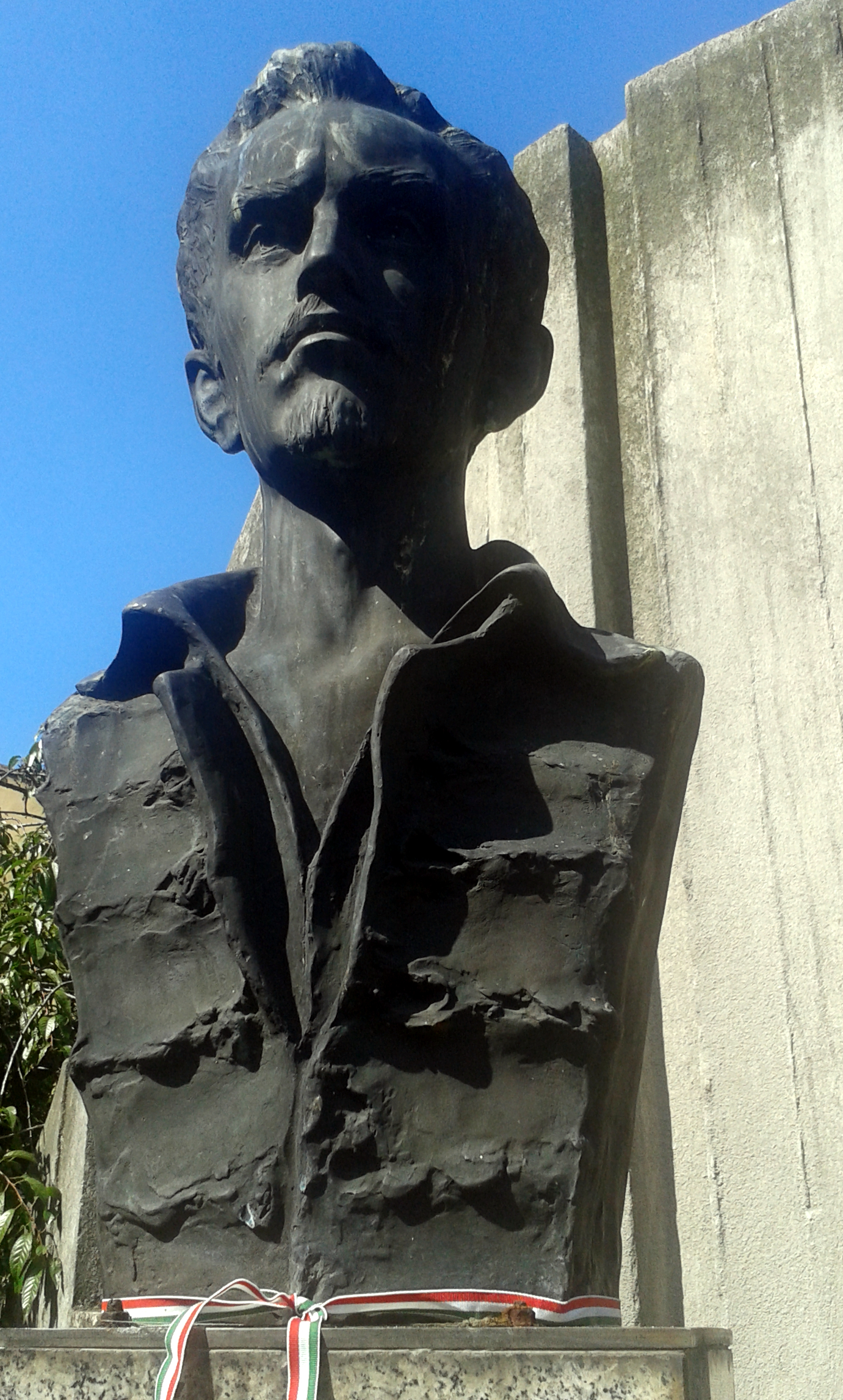
Tarnów
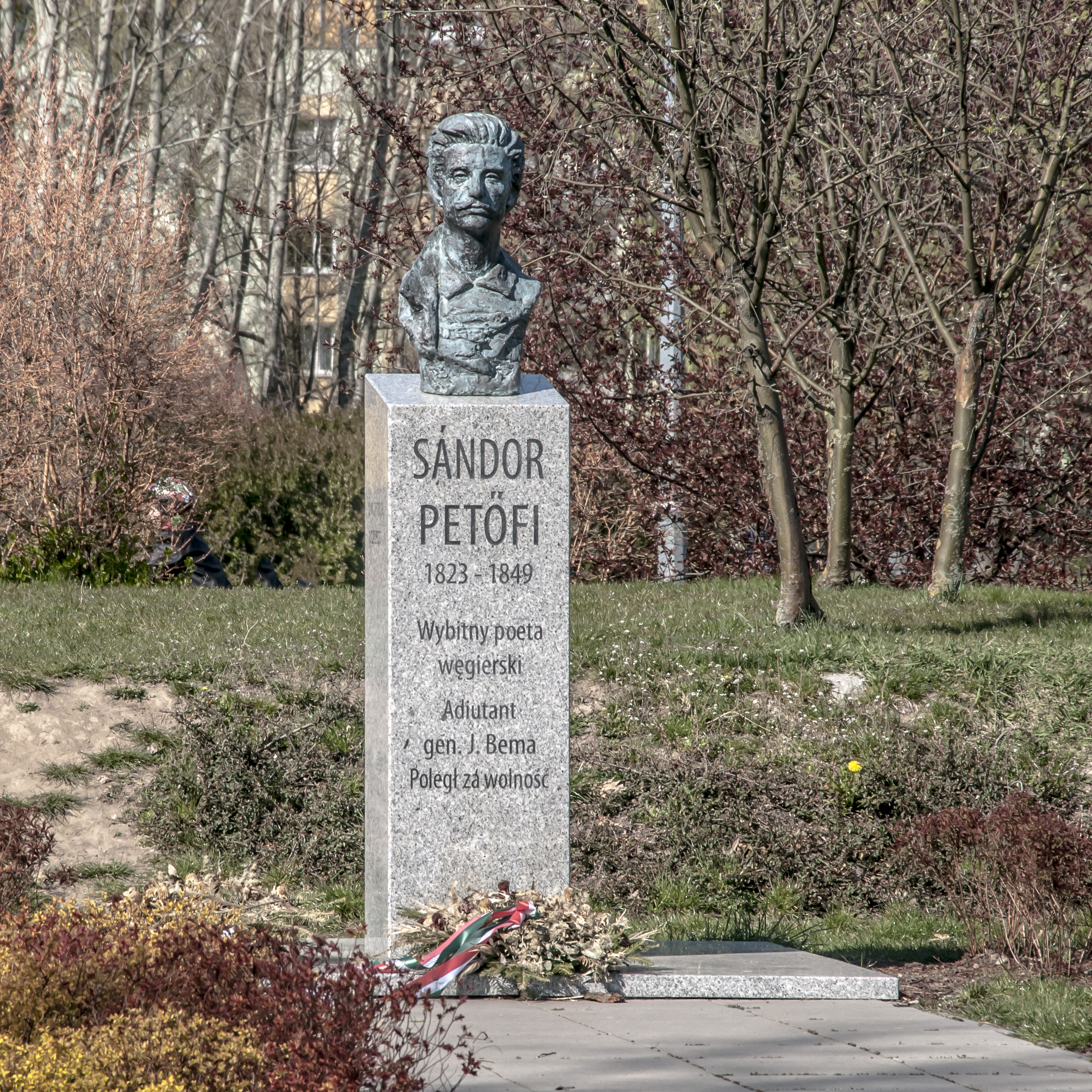
Warszawa

## Upamiętnienie w Polsce
Od 1973 na terenie obecnej dzielnicy Bielany w Warszawie znajduje się ulica imienia Sándora Petőfiego.
W Tarnowie od 1986 oraz w Warszawie w parku Górczewska (Bemowo) od 2013 znajdują się pomniki Sándora Petőfiego.
W Warszawie przy ulicy Grabowskiej 1 znajduje się szkoła imienia Sándora Petőfiego.
W Krakowie na terenie osiedla Na Stoku znajduje się ulica Sándora Petőfiego oraz tablica odsłonięta dnia 22 maja 1979 r. 
W Ostródzie przy ulicy Sportowej znajduje się szkoła imienia Sàndora Petöfiego.